# Lesja
Lesja ligger øverst i Gudbrandsdalen og er en kommune og en by i Innlandet fylke i Norge.
Den grænser i nord til Nesset, Sunndal og Oppdal, i øst til Dovre, i syd til Vågå og Lom, i syd og vest til Skjåk, og i vest til Rauma.  Højeste punkt er Storstyggesvånåtinden der er 2.209 moh.

## Areal og befolkning
De fleste af kommunens indbyggere bor i Lesja, Lora, Lesjaverk, Lesjaskog og på Bjorli.
Størsteparten (82 %) af kommunen ligger over 900 m.o.h. Bebyggelsen ligger hovedsageligt i 500 til 650 meters højde langs Raumabanen og E136.
Der er flere fjeldtoppe på over 2.000 m.o.h. i kommunen med Svanåtinden som ligger på grænsen til Dovre som den højeste.
Kommunens hovederhverv er landbrug. Tæt på 40 % af de erhvervsaktive i kommunen arbejder inden for jordbrug.

## Seværdigheder
- Tunstugu som ligger på Lesja Bygdemuseum. Stuen rummer café og udtstillingslokaler for museet. I mange sammenhænge er den bygdens storstue, som bliver brugt til bryllupper, begravelser, store arrangementer osv.